# Фудзивара-но Митинори
Фудзивара-но Митинори (яп. 藤原 通憲; 1106 — 23 января 1160), известный также как Синдзэй (яп. 信西) — японский аристократ, учёный-конфуцианец и буддийский монах конца периода Хэйан. Он был одним из главных советников императора Нидзё, и одним из главных союзников Тайра-но Киёмори, особенно во время предшествующее смуты Хэйдзи в 1159 году.
Синдзэй пользуется доступом к императору и другими привилегиями, которым его соперник Фудзивара-но Нобуёри мог только позавидовать. В начале 1160 года Тайра-но Киёмори покинул столицу вместе с большей частью своей семьи, обеспечив тем самым группировке Нобуёри (и его союзникам, клану Минамото), благоприятные условия для борьбы за власть. Некоторые считают, что это, возможно, был преднамеренный шаг со стороны Киёмори, который готовил ловушку для Минамото.
Нобуёри и Минамото подожгли дворец Сандзё и похитили императора Нидзё и экс-императора Го-Сиракаву. Затем они оказались у дома Синдзэя, разрушили его и убили всех, кто находился внутри, за исключением самого Синдзэя, которому удалось бежать в горы близ Киото, где он вскоре погиб.